# Папуа — Новая Гвинея на летних Олимпийских играх 2008
Папуа — Новая Гвинея приняла участие в летних Олимпийских играх 2008 года в восьмой раз, отправив в Пекин семерых спортсменов (в том числе — четырёх женщин), соревновавшихся в пяти видах спорта: боксе, лёгкой атлетике, плавании, тхэквондо и тяжёлой атлетике. По итогам игр спортсмены из Папуа — Новой Гвинеи не завоевали ни одной олимпийской медали.

## Бокс
Спортсменов — 1
Единственный представитель страны в соревнованиях по боксу Джек Уилли квалифицировался на олимпийские игры, победив на чемпионате Океании.
| Джек Уилли | До 48 кг | Амнат Руенроенг Пор 2:14 | не прошёл | не прошёл | не прошёл | не прошёл | не прошёл | не прошёл |

## Лёгкая атлетика
Спортсменов — 2
Мужчины
| Спортсмен   | Вид               | Забег     | Забег | Четвертьфинал | Четвертьфинал | Полуфинал | Полуфинал | Финал     | Финал     |
| Спортсмен   | Вид               | Результат | Место | Результат     | Место         | Результат | Место     | Результат | Место     |
| ----------- | ----------------- | --------- | ----- | ------------- | ------------- | --------- | --------- | --------- | --------- |
| Моуэн Бойно | 400 м с барьерами | 51.47     | 24    | Не прошёл     | Не прошёл     | Не прошёл | Не прошёл | Не прошёл | Не прошёл |

Женщины
| Спортсмен | Вид  | Забег     | Забег | Четвертьфинал | Четвертьфинал | Полуфинал | Полуфинал | Финал     | Финал     |
| Спортсмен | Вид  | Результат | Место | Результат     | Место         | Результат | Место     | Результат | Место     |
| --------- | ---- | --------- | ----- | ------------- | ------------- | --------- | --------- | --------- | --------- |
| Мей Койме | 100м | 11.68     | 44    | Не прошла     | Не прошла     | Не прошла | Не прошла | Не прошла | Не прошла |

## Плавание
Спортсменов — 2
Мужчины
| Спортсмен  | Вид                 | Заплыв  | Заплыв | Полуфинал | Полуфинал | Финал     | Финал     |
| Спортсмен  | Вид                 | Время   | Место  | Время     | Место     | Время     | Место     |
| ---------- | ------------------- | ------- | ------ | --------- | --------- | --------- | --------- |
| Райан Пини | 100 м вольный стиль | 49,72   | 39     | Не прошёл | Не прошёл | Не прошёл | Не прошёл |
| Райан Пини | 200 м вольный стиль | 1.49,04 | 32     | Не прошёл | Не прошёл | Не прошёл | Не прошёл |
| Райан Пини | 100 м баттерфляй    | 52,00   | 14     | 51,62     | 8         | 51.86     | 8         |

Женщины
| Спортсмен             | Вид                | Заплыв | Заплыв | Полуфинал | Полуфинал | Финал     | Финал     |
| Спортсмен             | Вид                | Время  | Место  | Время     | Место     | Время     | Место     |
| --------------------- | ------------------ | ------ | ------ | --------- | --------- | --------- | --------- |
| Анна-Лиза Мопио Джейн | 50 м вольный стиль | 26,47  | 43     | Не прошла | Не прошла | Не прошла | Не прошла |

## Тхэквондо
Спортсменов — 1
Женщины
| Спортсмен   | Категория | 1/8                      | 1/4                | 1/2                | Доп. 1/4           | Доп. 1/2           | Финал/ Матч за 3-е место |
| Спортсмен   | Категория | Соперник Результат       | Соперник Результат | Соперник Результат | Соперник Результат | Соперник Результат | Соперник Результат       |
| ----------- | --------- | ------------------------ | ------------------ | ------------------ | ------------------ | ------------------ | ------------------------ |
| Тереза Тона | До 49 кг  | Чан Тхи Нгок Чук Пор 0:5 | Не прошла          | Не прошла          | Не прошла          | Не прошла          | Не прошла                |

## Тяжёлая атлетика
Спортсменов — 1
Женщины
| Спортсмен | Категория | Масса | Рывок | Рывок | Рывок | Рывок | Толчок | Толчок | Толчок | Толчок | Сумма | Место |
| Спортсмен | Категория | Масса | 1     | 2     | 3     | Место | 1      | 2      | 3      | Место  | Сумма | Место |
| --------- | --------- | ----- | ----- | ----- | ----- | ----- | ------ | ------ | ------ | ------ | ----- | ----- |
| Дика Туа  | До 53 кг  | 52,53 | 77    | 77    | 80    | 8     | 104    | 108    | 108    | 7      | 184   | 8     |